# さんびーち
さんびーちは、かつて松竹芸能東京に所属していた日本のお笑いコンビ。

## メンバー
- ひょうご（1983年2月13日（42歳） - ）
  - 兵庫県出身。立ち位置は向かって左。
  - 身長167cm、血液型A型。
  - 本名：岸洋輔（きし ようすけ）
  - 松竹芸能タレントスクール10期生出身。コンビ「ガブル／ガブル」の元メンバー[1]（2010年9月解散）。ガブル／ガブル解散後、さんびーち結成までの間はピン芸人として活動。
  - 元ホストで、大阪のホストクラブで副店長を務めていたことがあり、常に売上で店の5位以内に入っていたほどだった。元々お笑い好きだったことから、ホストを辞めて上京[2]。なお「ひょうご」の芸名は、ホスト時代に使っていた名前をそのまま使用している[2]。

- 山田 直人（やまだ なおと、1984年9月28日（40歳） - ）
  - 京都府宇治市出身[3]。
  - 身長171cm、血液型O型。
  - 帝京大学卒業。大学生時代はボクシング部で、国民体育大会でベスト8に入ったことがある[4]
  - 中学生の時からボクシングをやっていた。山中慎介と2回対戦経験があり[5]。山中との対戦で判定まで持ち込んだこともある[4]。「今岡ボクシングジム」でトレーナーをやっている[4]。
  - 大学在学中の2006年に、同級生の木村耕介と「思い出作りのために」とコンビを結成、その約1か月後にはM-1グランプリに出場。「次のネタの事を考えていた」というほど、会場の反応で手応えを感じていたとのことであったが、この年は1回戦で敗退。その後、松竹芸能タレントスクールに11期生として入学。同校卒業後、コンビ『マッチポンプ』として松竹芸能に所属[3]。
  - マッチポンプは2009年7月末、木村が当初の志望だったミュージシャンを再び目指すとして引退したことにより解散[6]。同年8月、山田は河野智彰とのコンビ「ミヤ」を結成、同年8月11日の『LIVE疾風迅雷』（なかのZERO視聴覚ホール）からミヤとして活動開始[7]。同年10月1日より、ミヤとして松竹芸能に所属[8]。2010年10月17日を最後に方向性の違いを理由にミヤを解散。

## 来歴・芸風
2010年10月、ミヤを解散したばかりの山田と、ピン芸人として活動していたひょうごにより結成結。当初はM-1グランプリに出る為の即席コンビだったが、2010年12月24日を境に本格的に松竹のコンビとして活動する事を決める。
『あらびき団 presents あら-1グランプリ2014』にて決勝進出。
ネタはコント、漫才共に持っている。キングオブコント、THE MANZAI、M-1グランプリ共に出場している。ギターで弾き語りをしているひょうごが、山田のパンチを腹筋で受け止めながらも歌い続ける。縄跳びしながらパンツを穿いたり風船ガムを割ったり、顏芸をしたりなどの芸も持っている。『超ハマる!爆笑キャラパレード』（フジテレビ系）では「職業ファイター」のネタを披露している。
2017年5月26日の事務所ライブ「松竹NEXTライブ」を以って解散。ひょうごは芸能界引退、山田はピン芸人「山田BODY」として活動を続ける。

## 出演

### テレビ
- 私のホストちゃんS〜新人ホストオーナー奇跡の密着6カ月〜（テレビ朝日）- ひょうごのみ
- ハッピーMusic（日本テレビ）- 2012年2月4日
- 『ぷっ』すま（テレビ朝日）- 2012年8月18日
- マバタキー（フジテレビ）- 2013年3月27日（第2回）
- ナマイキ!あらびき団（YNN、TBSチャンネル2）
- お願い!モーニング（テレビ朝日）- 2014年10月17日
- 有田チルドレン（TBS）- 2015年8月4日
- ウソのような本当の瞬間!30秒後に絶対見られるTV（テレビ東京）- 2015年12月22日、2016年1月5日、2016年4月19日、2016年5月17日
- 超ハマる!爆笑キャラパレード（フジテレビ）- 2016年7月16日初出演（以降毎回出演）
- シューイチ（日本テレビ）- 2016年8月21日「ブレイクちょい前芸人」コーナー
- あらびき団 オールナイト祭（TBS）- 2016年12月28日深夜
- 新春さんま総選挙2017（TBS）- 2017年1月3日

山田のマッチポンプ時代の出演については、マッチポンプ (お笑いコンビ)#出演の節を参照。